# Eenvoudige warenproductie
Eenvoudige warenproductie (een term van Friedrich Engels; bij Karl Marx, eenvoudige circulatie, bij Adam Smith, de early and rude state) is een type productie waarin marktwerking, specialisatie en geld bestaan, maar geen loonarbeid in dienst van anderen die de eigenaars zijn van de productiemiddelen (kapitaal en land). De zelfstandige (vaak ambachtelijke) producenten bezitten hun eigen productiemiddelen, en produceren zowel als verkopen hun eigen producten. 
Eenvoudige warenproductie en eenvoudige circulatie bestonden al voor duizenden jaren, naast subsistence productie voor eigen consumptie en gebruik. In het tijdperk van industrieel kapitalisme is veel van de eenvoudige warenproductie echter verdwenen; het is vervangen door industriele massaproductie voor hele grote locale en internationale markten. Toch blijft eenvoudige warenproductie voorkomen in de marges van de moderne kapitalistische economie, en steeds meer digitale producten bijvoorbeeld worden geleverd als stukwerk door kleine zelfstandigen. In ontwikkelingslanden en arme regio's in de wereld blijft eenvoudige warenproductie een aanzienlijke sector in de economie.
In een denkbeeldige samenleving met alleen eenvoudige warenproductie, produceren kleine zelfstandigen met eigen middelen waren voor de markt, die ze vervolgens met elkaar uitruilen volgens het circulatie schema W–G–W: warenverkoop voor geld om andere waren te kopen, doorgaans zonder verandering van waarde. Adam Smith en Karl Marx veronderstelden dat voor de prijsvorming in zo'n situatie, de regulerende evenwichtsprijs van ieder goed ongeveer evenredig zou zijn aan de waarde van de arbeidstijd besteed aan de productie van ieder goed (een eenvoudige arbeidswaardetheorie voor de bepaling van relatieve prijzen). 
Echter de groei van kapitaal (aanvankelijk kredietkapitaal en koopmanskapitaal, later industrieel productiekapitaal) maakt dat deze waardebepaling door arbeid veranderd in vorm, o.a. omdat een steeds groter deel van de geproduceerde waarde door de kapitaalbezitter/grondbezitter als winst of grondrente wordt opgeëist (vormen van meerwaarde), en omdat naast de concurrentie voor omzet en inkomen nu ook een concurrentie voor winst optreedt. De regulering van waarde is uiteindelijk niet meer de directe arbeid van de producent die zijn eigen producten verkoopt aan bekende klanten in een relatief kleine markt, maar de gemiddelde arbeidswaarde van producten in een anonieme markt binnen de gehele samenleving (resulterend uit de interactie van vraag en aanbod met veralgemeende concurrentie, prijs schommelingen, markt regulering, en markt-adaptaties).  
Uitgedrukt in Marx's formules, wordt het circulatie schema W–G–W' (warenverkoop om waren te kopen) omgedraaid door koopmannen naar het circulatie schema G–W–G' (warenkoop voor het doel van  warenverkoop), waarin G' een groter geldbedrag voorstelt dan G; dit is de belangrijkste eigenschap van het koopmanschap, dat geleidelijk aan evolueert naar een kapitalistische productiewijze met productie voor de beste winst. Als dat stadium is bereikt, is het circulatie schema veranderd naar G-W...P...W'-G'. Dat wil zeggen, waren (produktiemiddelen en arbeidskrachten) worden aangekocht om nieuwe waren te produceren, die vervolgens verkocht worden met winst. 
De productie is in dat stadium volledig geïntegreerd in de handel van waren en geld, waardoor waardevermeerdering (en kapitaalaccumulatie) door de productie van toegevoegde waarde kan plaatsvinden op steeds grotere schaal. Volgens Marx, zijn het eerdere bestaan van waren, geld en kapitaal in de handel de historische voorwaarden voor de ontwikkeling van kapitalistische industrie (de kapitalistische produktiewijze). Maar als die industrie eenmaal bestaat, kan het gigantisch veel extra waren, geld en kapitaal produceren, meer dan ooit te voren, zodat de economische groei fors en cumulatief stijgt, en de markten zich steeds verder en steeds sneller uitbreiden.
In 't begin van de analyses van de markt economie door Adam Smith en Karl Marx, dient het model van eenvoudige warenhandel voornamelijk als een illustratie voor een analytisch doel: door het effect van kapitaal en grondeigendom in de eerste instantie buiten beschouwing te laten (zoals Marx expliciet doet in zijn introducerende beschouwing van warenruil en geld), kunnen de principes, dimensies en effecten van warenhandel afzonderlijk bestudeerd worden. Maar zowel Karl Marx als Engels gaven er echter ook een historische interpretatie aan: 
- Beiden constateerden uit de beschikbare historische bronnen dat eenvoudige warenproductie en eenvoudige warencirculatie hadden bestaan voor duizenden jaren naast subsistence productie voor eigen gebruik, als een gedeelte van de totale economie. De ruilwaarde van dit soort simpele warenproductie werden gewoonlijk gereguleerd door de normale proporties van arbeidstijd die nodig waren om producten te leveren, en die grenzen stelden voor acceptabele warenhandel. Geleidelijk aan, groeide dit soort warenproductie uit naar meer complexe markten met steeds bredere verbindingen en vertakkingen, en ook naar de vergroting van de macht van de commerciële burgerij (die uiteindelijk in staat was bijna alle obstakels die handel en marktwerking in de weg stonden weg te ruimen, via nieuwe wetgevingen, gedwongen verkoop, onteigeningen en oorlogen).
- Marx bestudeerde ook de casus van het settler kolonialisme in bijvoorbeeld Noord en Zuid-Amerika, Zuid-Afrika en Australazië, waar de oorspronkelijke settlers uit Europa bijna allemaal werkten als zelfstandige boeren en als ambachtslieden, die vrij goedkoop of bijna gratis landeigendom konden acquireren. Dit zat de ontwikkeling van een volwaardig kapitalisme een tijd lang in de weg, omdat loonarbeiders zo snel mogelijk hun eigen zaak gingen opzetten, in plaats van te werken voor een baas. Dat probleem werd vaak overbrugd of opgelost door slavenarbeid, vormen van losse arbeid - o.a. dagloners - en vormen van contractarbeid verricht door immigranten. Het model van de  oorspronkelijke settler kolonie was vaak een "bijna puur" voorbeeld van een samenleving gebaseerd op eenvoudige warencirculatie en eenvoudige warenproductie.
- In de ogen van Marx en Engels, was hun beschrijving van de ontwikkeling van eenvoudige ruil en warenhandel naar geldtransacties, arbeidscontracten en kapitaaltransacties een abstracte weerspiegeling (of opsomming) van een eeuwenlange evolutie in het praktische economische leven. De theoretische ontwikkeling van economische categorieën volgt - in grote lijnen - de historische stappen die werkelijk genomen werden in de ontwikkeling van de markthandel. De categorieën die de bouwstenen vormen van de economische theorie worden dus niet zo maar uit de lucht gegrepen, of in willekeurige volgorde verondersteld en voorgesteld; in plaats daarvan, laat Marx systematisch zien, hoe in de serie van basisbegrippen de ene categorie ontstaat uit de ontwikkeling van een andere categorie, als een vrij logisch gevolg, en hoe de categorieën blijvend met elkaar verbonden zijn in de praktische werkelijkheid. Deze benadering wordt vaak Marx's "logisch-historische methode" of "dialektische methode" genoemd.[6] Volgens de beschrijving van Marx in Het Kapitaal kwamen de kapitalistische fabrieken en fabrieksarbeiders in Europa niet zomaar uit de lucht vallen circa 1750 AD. Er ging een lange historische evolutie aan vooraf, van ambachten, vormen van samenwerking, arbeidsverdeling, wetgevingen, technologische ontwikkelingen en eigendom systemen.

Klassieke auteurs zoals Michael Tugan-Baranovsky, Karl Kautsky, Vladimir Lenin etc. beschouwden eenvoudige warenproductie als een gewone, bestaande empirische categorie in het  economisch leven - een categorie die waarschijnlijk grotendeels zou verdwijnen door de verdere ontwikkeling van kapitalisme en socialisme. De historische interpretatie van Marx en Engels over simpele warenproductie en warenhandel is geschetst door Ernest Mandel in zijn boek De economische theorie van het Marxisme (1962, Nederlandse vertaling 1980). Echter de neo-Ricardiaanse interpretaties van Marx's verhaal over de ontwikkeling van warenhandel, alsmede de zgn. "waardevorm" interpretaties en de Japanse "Uno school", geven meestal de voorkeur aan een puur theoretisch-analytisch model van simpele warenruil en warenproductie, in abstractie van de historische werkelijkheid van de ontwikkeling van handel.